# Partido de Chivilcoy
Partido de Chivilcoy är en kommun i Argentina.   Den ligger i provinsen Buenos Aires, i den centrala delen av landet, 140 km väster om huvudstaden Buenos Aires. Antalet invånare är 60 762.
Trakten runt Partido de Chivilcoy består till största delen av jordbruksmark. Runt Partido de Chivilcoy är det ganska glesbefolkat, med 30 invånare per kvadratkilometer.